# Іванов Олексій Володимирович (футболіст, 1978)
Олексій Володимирович Іванов (нар. 9 січня 1978, Артемівськ, Донецька область, УРСР) — український футболіст, півзахисник.
Виступав за низку українських клубів, мав досвід виступів у Прем'єр-лізі.
Відіграв 1 матч за збірну України. 21 серпня 2002 року під час товариського матчу зі збірною Ірану на 37-й хвилині замінив Володимира Мусолітіна.